# Ceratostema flexuosum
Ceratostema flexuosum är en ljungväxtart som först beskrevs av A. C. Smith, och fick sitt nu gällande namn av J. F Macbride. Ceratostema flexuosum ingår i släktet Ceratostema och familjen ljungväxter. Inga underarter finns listade i Catalogue of Life.